# Конкакафов златни куп 1993.
Конкакафов златни куп 1993. био је друго издање Златног купа, фудбалског шампионата Северне Америке, Централне Америке и Кариба (KОНKАKАФ).
Формат турнира је остао исти као 1991. године, осам екипа је подељено у две групе по четири, а прва два у свакој групи су се пласирала у полуфинале. Био је то први Златни куп који је имао два домаћина. Група А је играла у САД (Даласу), а Група Б у Мексику (Мексико Ситију). Турнир је освојио Мексико, који је у финалу победио САД са 4 : 0.

## Учесници финала
| Репрезентација                                                  | Квалификација        | Наступи              | Задњи наступ         | Најбољи резултат     | Фифина ранг-листа    |
| Северноамеричка зона                                            | Северноамеричка зона | Северноамеричка зона | Северноамеричка зона | Северноамеричка зона | Северноамеричка зона |
| --------------------------------------------------------------- | -------------------- | -------------------- | -------------------- | -------------------- | -------------------- |
| Сједињене Државе (ТХ)                                           | Аутоматски           | 2.                   | 1991.                | Шампиони (1991.)     | 24                   |
| Мексико                                                         | Аутоматски           | 2.                   | 1991.                | Треће место (1991)   | 25                   |
| Канада                                                          | Аутоматски           | 2.                   | 1991.                | Групна фаза (1991)   | 57                   |
| Карипска зона квалификован преко Куп Кариба 1993.               |                      |                      |                      |                      |                      |
| Мартиник                                                        | Победник             | 1.                   | Нема                 | Деби                 | н/п                  |
| Јамајка                                                         | Други                | 2.                   | 1991.                | Групна фаза (1991)   | 67                   |
| Централноамеричка зона квалификован преко ЦКФК куп нација 1993. |                      |                      |                      |                      |                      |
| Хондурас                                                        | Победник             | 2.                   | 1991.                | Други (1991)         | 40                   |
| Костарика                                                       | Други                | 2.                   | 1991.                | Четврти (1991)       | 35                   |
| Панама                                                          | Трећи                | 1.                   | Нема                 | Деби                 | 120                  |

## Стадиони
| Мексико            | САД                |
| Мексико Сити       | Далас              |
| ------------------ | ------------------ |
| Стадион Астека     | Стадион Котон боул |
| Капацитет: 105.000 | Капацитет: 71.615  |
|                    |                    |

## Састави
Од свих осам репрезентација које су учествовале на турниру се тражило да региструју тим од 20 играча, само играчи који су се налазили на списку су имали право да учествују на турниру.

## Групна фаза

### Група А
| Pos | Тим              | О | П | Н | И | ГД | ГП | ГР | Бод. | Qualification         |
| --- | ---------------- | - | - | - | - | -- | -- | -- | ---- | --------------------- |
| 1   | Сједињене Државе | 3 | 3 | 0 | 0 | 4  | 1  | +3 | 9    | Кв. се за Нокаут фазу |
| 2   | Јамајка          | 3 | 1 | 1 | 1 | 4  | 3  | +1 | 4    | Кв. се за Нокаут фазу |
| 3   | Хондурас         | 3 | 1 | 0 | 2 | 6  | 5  | +1 | 3    |                       |
| 4   | Панама           | 3 | 0 | 1 | 2 | 3  | 8  | −5 | 1    |                       |

| Хондурас                                                                      | 5 : 1    | Панама          |
| ----------------------------------------------------------------------------- | -------- | --------------- |
| Ђовани Гајл 25’ · Едуардо Бенет 51’, 69’ (пен.), 83’ · Алекс Пинеда Чакон 54’ | Извештај | Хесус Хулио 30’ |

| Сједињене Државе  | 1 : 0    | Јамајка |
| ----------------- | -------- | ------- |
| Ерик Вајналда 67’ | Извештај |         |

| Јамајка                                            | 3 : 1    | Хондурас                 |
| -------------------------------------------------- | -------- | ------------------------ |
| Девон Џарет 28’ · Пол Дејвис 48’ · Валтер Бојд 78’ | Извештај | Едуардо Бенет 18’ (пен.) |

| Сједињене Државе                   | 2 : 1    | Панама             |
| ---------------------------------- | -------- | ------------------ |
| Ерик Вајналда 69’ · Томас Дули 74’ | Извештај | Персивал Пигот 33’ |

| Јамајка        | 1 : 1    | Панама                                  |
| -------------- | -------- | --------------------------------------- |
| Пол Дејвис 76’ | Извештај | Виктор Рене Мендијета Окампо 50’ (пен.) |

| Сједињене Државе | 1 : 0    | Хондурас |
| ---------------- | -------- | -------- |
| Алекси Лалас 29’ | Извештај |          |

### Група Б
| Pos | Тим       | О | П | Н | И | ГД | ГП | ГР  | Бод. | Qualification         |
| --- | --------- | - | - | - | - | -- | -- | --- | ---- | --------------------- |
| 1   | Мексико   | 3 | 2 | 1 | 0 | 18 | 1  | +17 | 7    | Кв. се за Нокаут фазу |
| 2   | Костарика | 3 | 1 | 2 | 0 | 5  | 3  | +2  | 5    | Кв. се за Нокаут фазу |
| 3   | Канада    | 3 | 0 | 2 | 1 | 3  | 11 | −8  | 2    |                       |
| 4   | Мартиник  | 3 | 0 | 1 | 2 | 3  | 14 | −11 | 1    |                       |

| Канада          | 1 : 1    | Костарика      |
| --------------- | -------- | -------------- |
| Ник Дасовић 43’ | Извештај | Рој Мајерс 82’ |

| Мексико                                                                                        | 9 : 0    | Мартиник |
| ---------------------------------------------------------------------------------------------- | -------- | -------- |
| Луис Робертп Алвес 11’, 21’, 29’, 54’, 76’, 84’, 90’ · Рамон Рамирез 40’ · Хуан Ернандез 90+1’ | Извештај |          |

| Канада                              | 2 : 2    | Мартиник                              |
| ----------------------------------- | -------- | ------------------------------------- |
| Геоф Аунгер 25’ · Алекс Банбури 43’ | Извештај | Жорж Жертруд 53’ · Тијери Фондело 86’ |

| Мексико                          | 1 : 1    | Костарика       |
| -------------------------------- | -------- | --------------- |
| Хавијер Делгадо Прадо 74’ (а.г.) | Извештај | Хуан Кајасо 30’ |

| Костарика                             | 3 : 1    | Мартиник                 |
| ------------------------------------- | -------- | ------------------------ |
| Рој Мајерс 28’ · Хуан Кајасо 69’, 87’ | Извештај | Тијери Тинмар 59’ (пен.) |

| Мексико | 8 : 0    | Канада |
| --- | -------- | ------ |
| Хорхе Родригез 4’, 67’ · Октавио Мора 24’, 30’ · Луис Роберто Алвес 32’, 34’ · Луис Мигел Салвадор 83’, 88’ | Извештај |        |

## Нокаут фаза
|  | Полуфинале             | Полуфинале       |                        |   | Финале | Финале |
|  |                        |                  |                        |   |        |        |
|  | 21. јул - Далас        |                  |                        |   |        |        |
|  |                        |                  |                        |   |        |        |
|  | Сједињене Државе       | 1                |                        |   |        |        |
|  | Сједињене Државе       | 1                | 25. јул - Мексико Сити |   |        |        |
|  | Костарика              | 0                |                        |   |        |        |
|  | Костарика              | 0                | Мексико                | 4 |        |        |
|  | 22. јул - Мексико Сити |                  | Мексико                | 4 |        |        |
|  |                        | Сједињене Државе | 0                      |   |        |        |
|  | Мексико                | Сједињене Државе | 0                      | 6 |        |        |
|  | Мексико                |                  |                        | 6 |        |        |
|  | Јамајка                | 1                |                        |   |        |        |
|  | Јамајка                | 1                | Треће место            |   |        |        |
|  |                        |                  |                        |   |        |        |
|  | 25. јул - Мексико Сити |                  |                        |   |        |        |
|  |                        |                  |                        |   |        |        |
|  | Костарика              | 1                |                        |   |        |        |
|  | Костарика              | 1                |                        |   |        |        |
|  | Јамајка                | 1                |                        |   |        |        |

### Полуфинале
| Сједињене Државе | 1 : 0 (з.г.) | Костарика |
| ---------------- | ------------ | --------- |
| Кле Коиман 103’  | Извештај     |           |

| Мексико                                                                                           | 6 : 1    | Јамајка         |
| ------------------------------------------------------------------------------------------------- | -------- | --------------- |
| Луис Мигел Салвадор 9’, 18’, 34’ · Октавио Мора 14’ · Луис Роберто Алвес 50’ · Игнасио Амбриз 55’ | Извештај | Хектор Рајт 17’ |

### Утакмица за треће место
| Костарика       | 1 : 1 (п.с.н.) | Јамајка         |
| --------------- | -------------- | --------------- |
| Флојд Гатри 10’ | Извештај       | Девон Џарет 89’ |

 Костарика и  Јамајка су делиле треће место.

### Финале
| Мексико                                                                                        | 4 : 0    | Сједињене Државе |
| ---------------------------------------------------------------------------------------------- | -------- | ---------------- |
| Игнасио Амбриз 11’ · Десмонд Армстронг 31’ (а.г.) · Луис Роберто Алвес 69’ · Гиљермо Канту 79’ | Извештај |                  |

| Мексико | САД |

## Статистика

### Голгетери
11. голова
- Луис Роберто Алвес

5. голова
- Луис Мигел Салвадор

4. гола
- Едуардо Бенет

### Достигнућа
| Најбољи играч Рамон Рамирез | Победник Конкакафовог златног купа 1993. Мексико 1° титула | Најбољи стрелац Луис Роберто Алвес (11. голова) |